# Медунов, Сергей Фёдорович
Серге́й Фёдорович Медуно́в (21 сентября [4 октября] 1915 года, станица Слепцовская, Терская область, Российская империя — 26 сентября 1999 года, Москва, Россия) — советский партийный и государственный деятель. Первый секретарь Краснодарского крайкома КПСС (1973—1982). Герой Социалистического Труда (1973). Участник Великой Отечественной войны.

## Биография
Родился 21 сентября (4 октября) 1915 года в семье телеграфиста-железнодорожника. Сослуживцами отца были родители Ю.В. Андропова.
В 1931 году окончил Кизлярский агропедтехникум, после чего работал в школе, а также инструктором-методистом Кизлярского района.
В 1939 году был призван в Красную армию, где окончил сначала годичную школу авиационных штурманов, а затем курсы политсостава. Прошёл всю Великую Отечественную войну. Член ВКП(б) с 1942 года.
С 1947 года на партийной работе в Крыму: в 1947—1949 годах — секретарь Белогорского райкома партии по кадрам, в 1949—1951 годах — 1-й секретарь Старокрымского горкома, в 1951 году — заведующий административным отделом Крымского обкома, в 1951—1959 годах — 1-й секретарь Ялтинского горкома и 1-й заместитель председателя Крымского облисполкома. В 1957 году заочно окончил Высшую партийную школу при ЦК КПСС.
В 1959—1969 годах — 1-й секретарь Сочинского горкома КПСС. В 1969—1973 годах — председатель Краснодарского крайисполкома.
В 1973—1982 годах — 1-й секретарь Краснодарского крайкома КПСС. В 1976—1983 годах — член ЦК КПСС. Был другом Брежнева.
По свидетельству И. К. Полозкова, со смертью Фёдора Кулакова в 1978 году, секретаря ЦК по селу — «на этот пост рассматривалась кандидатура Медунова, но он отказался».
В 1982—1983 годах в рамках проводимой тогда Ю. В. Андроповым чистки партийных органов был снят с должности 1-го секретаря крайкома партии, затем выведен из состава ЦК КПСС (с убийственной тогда для номенклатурного работника его уровня формулировкой: «За допущенные ошибки в работе») после предъявления ему обвинений в коррупции в связи с Сочинско-краснодарским делом, которые впоследствии были с него сняты. По воспоминаниям Виталия Воротникова, назначенного 1-м секретарём Краснодарского крайкома КПСС вместо Медунова, «Медунов, наконец, понял, что дальше там оставаться ему нельзя. Взяточничество, коррупция среди руководящих работников, даже среди партийного актива. В Сочи, Геленджике, Краснодаре арестовано 152, под следствием — 99 человек».
В 1982—1985 годах — заместитель министра плодоовощного хозяйства СССР.
С 1985 года находился на пенсии. Жил в Москве.
С именем Сергея Медунова нередко связывают стремительный рост уровня спортивных команд Кубани, в том числе футбольного клуба «Кубань», волейбольного «Динамо», баскетбольного «Строителя» и гандбольного СКИФ.
Умер 26 сентября 1999 года. Похоронен на Востряковском кладбище в Москве рядом с женой и младшим сыном.

## Награды
- Герой Социалистического Труда (Указ Президиума Верховного Совета СССР от 7 декабря 1973 года за большие успехи, достигнутые во Всесоюзном социалистическом соревновании, и проявленную трудовую доблесть в выполнении принятых обязательств по увеличению производства и продажи государству зерна и других продуктов земледелия в 1973 году Медунову Сергею Фёдоровичу присвоено звание Героя Социалистического труда с вручением ордена Ленина и золотой медали «Серп и Молот»).
- Награждён ещё тремя орденами Ленина (1971, 1975, 1981), двумя орденами Трудового Красного Знамени (1958, 1965), медалями.

## Память
- Решением городской Думы Краснодара от 21.09.2006 года № 14 — Медунову С. Ф. установлена мемориальная доска в Краснодаре по улице Чапаева, 81, на доме, в котором он жил в 1969—1982 годах[9].

## Документальные фильмы
- «Дело Медунова» из цикла «Документальный детектив», ОРТ, 1998[10].
- «Хозяин Кремлёвского пляжа» из цикла «Тайны Века», «Первый канал», 2006.
- Проект Дэвида Гамбурга; Сценарий Валерии Бойко, режиссёр-постановщик Александр Шамайский. «Владыка Кубанский». Следствие вели… с Леонидом Каневским. НТВ (9 июня 2006).
- «Жирный Сочи» из цикла «Советские мафии».ТВ Центр, (17 июля 2021).

## Сочинения
Автор нескольких книг:
- «Слово об отдыхе». М., 1978 г.
- «Хлебная нива Кубани». М., 1978 г.
- «Комплексная система повышения эффективности производства». М., 1979 г.
- «Кубанские были». М., 1979 г.
- «Внедрение безотходной технологии». М., 1982 г.